# Coregonus baicalensis
Coregonus baicalensis és una espècie de peix de la família dels salmònids i de l'ordre dels salmoniformes.

## Morfologia
Els mascles poden assolir els 60 cm de llargària total.

## Reproducció
La fresa té lloc als mesos de desembre i gener.

## Distribució geogràfica
Es troba a Rússia: llac Baikal.